# Odinit
Odinit ist ein sehr selten vorkommendes Mineral aus der Mineralklasse der Silikate und Germanate. Es kristallisiert polytyp im monoklinen Kristallsystem (Odinit-1M) und im trigonalen Kristallsystem (Odinit-1T) mit der chemischen Zusammensetzung (Fe2+Mg,Al)5[(OH)8|(Si,Al)4O10] und wurde bisher nur in Form kryptokristalliner Aggregate von hellgrüner bis dunkelgrüner Farbe gefunden.

## Etymologie und Geschichte
Erstmals gefunden wurde Odinit 1988 auf Los Archipelago (Los Islands), einem ringförmigen Archipel etwa 5 km vor der Küste von Guinea und beschrieben durch S.W. Bailey, der das Mineral zu Ehren des französischen Mineralogen Gilles Serge Odin und Mitarbeiter der Universität Pierre und Marie Curie benannte, welcher das Mineral erstmals untersuchte.

## Klassifikation
In der alten (8. Auflage) und neuen Systematik der Minerale nach Strunz (9. Auflage) gehört der Odinit zur Abteilung der Schichtsilikate (Phyllosilikate). Die neue Strunz'sche Mineralsystematik ist allerdings präziser unterteilt nach der inneren Struktur der Silikatschichten und der Odinit findet sich entsprechend in der Unterabteilung der „Schichtsilikate (Phyllosilikate) mit Kaolinitschichten, zusammengesetzt aus tetraedrischen oder oktaedrischen Netzen“, wo er zusammen mit Dickit, Kaolinit und Nakrit die unbenannte Gruppe 9.ED.05 bildet.
Die im englischen Sprachraum gebräuchliche Systematik der Minerale nach Dana ordnet den Odinit ebenfalls in die Abteilung der Schichtsilikate, dort allerdings in die Unterabteilung der Schichtsilikate mit Schichten von sechsgliedrigen Ringen mit 1:1-Lagen, wo er zusammen mit Dickit, Kaolinit, Halloysit und Endellit die „Kaolinitgruppe“ mit der System-Nr. 71.1.1 bildet.

## Bildung und Fundorte
Odinit bildet sich im Meerwasser als kleiner Gemengeteil eingesprengt in grünem Lehm. Begleitminerale sind unter anderem Calcit, verschiedene Chlorite, Illit, Kaolinit, Quarz und Smektit.
Weltweit konnte Odinit bisher (Stand: 2010) außer an seiner Typlokalität Los Archipelago in Guinea nur noch bei Nouméa in Neukaledonien nachgewiesen werden.

## Kristallstruktur
Odinit kristallisiert polytyp, das heißt, er bildet wechselnde Schichten mit monokliner und trigonaler Symmetrie, die als „Odinit-1M“ und „Odinit-1T“ bezeichnet werden.
Odinit-1M kristallisiert monoklin in der Raumgruppe Cm (Raumgruppen-Nr. 8) mit den Gitterparametern a = 5,37 Å; b = 9,32 Å; c = 7,36 Å und β = 103,9° sowie einer Formeleinheit pro Elementarzelle.
Odinit-1T kristallisiert trigonal in der Raumgruppe P31m (Raumgruppen-Nr. 157) mit den Gitterparametern a = 5,37 Å und c = 7,16 Å sowie 0,5 Formeleinheiten pro Elementarzelle.